# Cephalotes sobrius
Cephalotes sobrius é uma espécie de inseto do gênero Cephalotes, pertencente à família Formicidae.